# Европско екипно првенство у атлетици 2009.
1. Европско екипно првенство у атлетици 2009. је атлетско такмичење у организацији Европске атлетске асоцијације (ЕАА). Заменило је Европски куп у атлетици чије је последње такмичење одржано у сезони 2008. године. У такмичењу је учествовало 50 европских атлетских савеза чланова ЕАА.

## Систем такмичења
Такмичило се у 40 атлетских дисциплина (20 за жене и 20 за мушкарце). За коначан пласнам су се рачунали збирни резултати за обе конкуренције.

## Структура
Такмичења се одвијло у четири одвојене лиге:
- Суперлига — 12 репрезентација
- Прва лига — 12 репрезентација
- Друга лига — 8 репрезентација
- Трећа лига — 14 репрезентација

Распоред по лигама у првој сезони 2009. направљен је према постугнутим резултатима у последњој сезони Купа Европе 2008. године.

### Подела по лигама
| Суперлига            | Суперлига | Прва лига  | Прва лига | Друга лига | Друга лига | Трећа лига          | Трећа лига |
| Земља                | Бодови    | Земља      | Бодови    | Земља      | Бодови     | Земља               | Бодови     |
| -------------------- | --------- | ---------- | --------- | ---------- | ---------- | ------------------- | ---------- |
| Русија               | 1548      | Белорусија | 1217      | Ирска      | 971,5      | Молдавија           | 722        |
| Уједињено Краљевство | 1518      | Словенија  | 1211      | Бугарска   | 947        | Израел              | 714        |
| Пољска               | 1512      | Румунија   | 1182,5    | Хрватска   | 942        | Данска              | 709,5      |
| Немачка              | 1472      | Турска     | 1166      | Летонија   | 933        | Босна и Херцеговина | 555,5      |
| Италија              | 1455      | Белгија    | 1139      | Словачка   | 901        | Исланд              | 550,5      |
| Шпанија              | 1426,5    | Мађарска   | 1133      | Литванија  | 839,5      | Луксембург          | 399,5      |
| Француска            | 1423,5    | Холандија  | 1118      | Аустрија   | 783        | Грузија             | 356        |
| Украјина             | 1412,5    | Финска     | 1072,5    | Кипар      | 749        | Азербејџан          | 332,5      |
| Грчка                | 1359,5    | Естонија   | 1035,5    |            |            | Црна Гора           | 310,5      |
| Шведска              | 1309      | Швајцарска | 1032,5    |            |            | Јерменија           | 301,5      |
| Чешка                | 1236      | Србија     | 1028,5    |            |            | ААССЕ*              | 280        |
| Португалија          | 1222      | Норвешка   | 974       |            |            | Албанија            | 191        |
|                      |           |            |           |            |            | Андора              | 187        |
|                      |           |            |           |            |            | Македонија          | 164        |

- Атлетска асоцијација малих земаља Европе, обухвата спортисте  Лихтенштајн,  Малта,  Монако и  Сан Марино

## Измене у лигама на крају сезона
Победник Суперлиге је првак Европе за 2009. годину, а три последње репрезентације испадају у 1. лигу. Њих замењују три првопласиране репрезентације из 1. лиге, а у 2. лигу испадају последње две. Из 2. у 1. лигу иду прве две, а у 3. испадају последње две репрезентације. Код 3. лиге само прве две иду у 2. лигу, а из ње нико не испада.

## Календар такмичења за 2009.
| Лига       | Датум          | Домаћин место   | Држава              |
| ---------- | -------------- | --------------- | ------------------- |
| Суперлига  | 20–21 јун 2009 | Леирија         | Португалија         |
| Прва Лига  | 20–21 јун 2009 | Берген          | Норвешка            |
| Друга лига | 20–21 јун 2009 | Бањска Бистрица | Словачка            |
| Трећа лига | 20–21 јун 2009 | Сарајево        | Босна и Херцеговина |

## Коначни резултати по лигама

### Суперлига
| Позиција | Држава               | Бодови |
| -------- | -------------------- | ------ |
| 1        | Немачка              | 326.5  |
| 2        | Русија               | 320    |
| 3        | Уједињено Краљевство | 303    |
| 4        | Француска            | 301    |
| 5        | Пољска               | 289    |
| 6        | Италија              | 278    |
| 7        | Украјина             | 265.5  |
| 8        | Шпанија              | 257    |
| 9        | Грчка                | 216,5  |
| 10       | Чешка                | 213.5  |
| 11       | Португалија          | 200    |
| 12       | Шведска              | 138    |

### Прва лига
| Позиција | Држава     | Бодови |
| -------- | ---------- | ------ |
| 1        | Белорусија | 332    |
| 2        | Финска     | 289    |
| 3        | Норвешка   | 279    |
| 4        | Холандија  | 274    |
| 5        | Белгија    | 269.5  |
| 6        | Турска     | 266,5  |
| 7        | Румунија   | 262,5  |
| 8        | Мађарска   | 260    |
| 9        | Словенија  | 252,5  |
| 10       | Естонија   | 223    |
| 11       | Швајцарска | 203    |
| 12       | Србија     | 191    |

### Друга лига
| Позиција | Држава    | Бодови |
| -------- | --------- | ------ |
| 1        | Литванија | 216    |
| 2        | Ирска     | 200,5  |
| 3        | Летонија  | 181    |
| 4        | Аустрија  | 180,5  |
| 5        | Словачка  | 180    |
| 6        | Хрватска  | 174    |
| 7        | Бугарска  | 163    |
| 8        | Кипар     | 140    |

### Трећа лига
| Позиција | Држава              | Бодови |
| -------- | ------------------- | ------ |
| 1        | Израел              | 401,5  |
| 2        | Молдавија           | 393,5  |
| 3        | Данска              | 391    |
| 4        | Босна и Херцеговина | 357    |
| 5        | Азербејџан          | 327,5  |
| 6        | Исланд              | 327    |
| 7        | Луксембург          | 292    |
| 8        | Јерменија           | 245,5  |
| 9        | Грузија             | 227    |
| 10       | Црна Гора           | 217,5  |
| 11       | ААССЕ               | 135    |
| 12       | Андора              | 123    |
| 13       | Македонија          | 116,5  |